# Municipio de North Coventry
El municipio de North Coventry (en inglés: North Coventry Township) es un municipio ubicado en el condado de Chester en el estado estadounidense de Pensilvania. En el año 2000 tenía una población de 7.381 habitantes y una densidad poblacional de 212.6 personas por km².

## Geografía
El municipio de North Coventry se encuentra ubicado en las coordenadas 40°13′33″N 75°39′52″O / 40.22583, -75.66444.

## Demografía
Según la Oficina del Censo en 2000 los ingresos medios por hogar en la localidad eran de $51 954 y los ingresos medios por familia eran de $64 596. Los hombres tenían unos ingresos medios de $44 315 frente a los $30 635 para las mujeres. La renta per cápita de la localidad era de $25 418. Alrededor del 4,5% de la población estaba por debajo del umbral de pobreza.